# Симор (округ Аутагејми, Висконсин)
Симор (енгл. Seymour, Outagamie County) град је у америчкој савезној држави Висконсин.

## Демографија
По попису из 2010. године број становника је 3.451, што је 116 (3,5%) становника више него 2000. године.
| Група             | 2000.         | 2010.         |
| Белци             | 3.169 (95,0%) | 3.225 (93,5%) |
| Афроамериканци    | 5 (0,1%)      | 10 (0,3%)     |
| Азијати           | 5 (0,1%)      | 6 (0,2%)      |
| Хиспаноамериканци | 40 (1,2%)     | 70 (2,0%)     |
| Укупно            | 3.335         | 3.451         |